# Johannes Hönig
Johannes Hönig (* 15. Januar 1889 in Tschiefer, Landkreis Freystadt i. Niederschles.; † 19. April 1954 in Havelberg, Sachsen-Anhalt) war ein deutscher Literaturhistoriker.

## Leben
Hönigs Eltern stammten aus dem Tal der Zieder. Der Vater war Augustinus Hönig, Lehrer und Kantor an der Kirche von Wahlstatt. Johannes Hönig besuchte das katholische humanistische Gymnasium in Glogau. Ostern 1908 bestand er die Abiturprüfung. An der Schlesischen Friedrich-Wilhelms-Universität studierte er Germanistik, Klassische Philologie und Philosophie. Der Literaturhistoriker Max Koch erkannte Hönigs Neigung zur Geschichte und empfahl ihm die Beschäftigung mit Ferdinand Gregorovius. Mit einer Doktorarbeit über Roms ersten deutschen und ersten protestantischen Ehrenbürger wurde er am 10. Oktober 1913 zum Dr. phil. promoviert. Am 18. Juli 1914 bestand er die Prüfung für das Lehramt an Höheren Schulen, mit Deutsch als Hauptfach und Geschichte und philosophischer Propädeutik als Nebenfächern. Die erste Anstellung fand er 1914 am Heilig-Geist-Gymnasium (Breslau). 

Am 3. Oktober desselben Jahres heiratete er Margarete Bode, eine Protestantin. Die Trauung erfolgte nach katholischem Ritus, die Kinder wurden katholisch erzogen. Für Hönigs geistig-wissenschaftliche Orientierung hatten schlesische Dichter wie Gerhart Hauptmann, Hermann Stehr, Carl Hauptmann, Paul Barsch und Paul Keller große Bedeutung. Zu seinen Bekannten zählten auch Max Herrmann-Neiße und Walter Meckauer. Hönig schätzte auch schlesische Mundartdichter wie Hermann Bauch. Hönig gehörte zu einem Kreis junger katholischer Theologen, der von Joseph Wittig geführt wurde. Dabei war auch der Heliand-Theologe Bernhard Strehler.
Für die Schlesische Volkszeitung schrieb er Theaterkritiken. Fünf Jahre unterrichtete er als Lateinlehrer und Erzieher am Kurfürstlichen Orphanotropheum, dem adligen Stift für Waisenkinder an der Sandkirche Breslau. Am Germanistischen Seminar der Universität war er Bücherwart. Am 4. März 1916 wurde er zum Deutschen Heer einberufen. In der Schlacht an der Somme verlor er ein Auge. Am 31. Dezember schied er aus dem Deutschen Heer aus. Im Ersten Weltkrieg fielen drei von sechs Brüdern. Als wissenschaftlicher Hilfslehrer unterrichtete er an der höheren Landwirtschaftsschule in Liegnitz. Seit dem 1. Oktober 1917 Studienrat, unterrichtete er an der Schule bis zu ihrer Auflösung Ostern 1942. Danach unterrichtete er bis 1945 am Johanneum, der nach Georg Rudolf (Liegnitz) benannten Herzog-Georg-Rudolf-Schule. 
Für die Deutsche Zentrumspartei und den Wahlkreis Liegnitz wurde er im September 1930 in den Preußischen Landtag gewählt. Ihm gehörte er bis zur Auflösung durch die Nationalsozialisten 1933 an. Als Liegnitz nach der Schlacht um Breslau vor der Einnahme durch die Rote Armee stand, floh Hönig mit seiner Familie nach Grüssau. Nach Kriegsende kehrte er nach Liegnitz zurück. 
Von August 1945 bis November 1946 arbeitete er als Redakteur bei der Deutschen Zeitung, die von den Sowjets herausgegeben wurde. Am Pfingstsonntag 1946 nahm er als einziger deutscher Presseberichterstatter an der Trauerfeier für Gerhart Hauptmann in Agnetendorf teil. Über die ersten Nachkriegsjahre in Liegnitz berichtet der Sohn Eberhard Hönig (1929–2014). Johannes Hönig musste Liegnitz am 22. November 1946 endgültig verlassen. In einem Sondertransport mit drei geschlossenen Güterwagen wurden alle verbliebenen Redaktionsmitarbeiter der Deutschen Zeitung Richtung Sowjetische Besatzungszone transportiert. 

In Havelberg fand er seinen neuen Wohnort und seine letzte Stelle an der Oberschule der Pestalozzi-Einheitsschule. Im Jahr 1949 verlor Hönig den Geschichtsunterricht und musste zum größten Teil in der Volksschule unterrichten. Der Juniaufstand 1953 rettete ihn davor, dass er ohne Pensionsberechtigung entlassen wurde (Wlodarczak, S. 84). In den letzten Jahren war er als CDU-Mitglied stellvertretender Vorsitzender der Stadtverordnetenversammlung. Am 19. April 1954 starb der Literat, Literaturwissenschaftler, Pädagoge und Politiker im Alter von 65 Jahren. Seine Frau Margarete, die wenige Jahre später wie auch ihre drei Töchter und ihr Sohn und eine wachsende Zahl an Enkelkindern nach Westdeutschland übersiedelte, überlebte ihn um 33 Jahre.

## Werke
- Ferdinand Gregorovius. Der Geschichtschreiber der Stadt Rom. Mit Briefen an Cotta, Franz Rühl und andere. Mit Bildnis. Berlin Stuttgart 1921.
- Dichtung und Weltanschauung. Habelschwerdt 1923.
- Ferdinand Gregorovius. Eine Biographie. Cotta, Stuttgart 1943.